# Lanchkhuti
Lanchkhuti (in georgiano ლანჩხუთი?) è una città 6 395 abitanti della Georgia (2014), nella regione occidentale di Guria.

## Storia
La città ha ottenuto lo status di Città nel 1961. Durante il periodo della RSS Georgiana (repubblica dell'Unione Sovietica) era il centro fondamentale della circoscrizione georgiana di SSR Lanchkhuti.

## Infrastrutture e trasporti
Lanchkhuti è una città industriale con prevalenza nel settore agroalimentare e dell'edilizia. 
La città è servita da una stazione ferroviaria sulla linea Batumi - Samtredia.